# 白河镇 (屏边县)
白河镇，是中华人民共和国云南省红河哈尼族彝族自治州屏边苗族自治县下辖的一个乡镇级行政单位。
2015年10月27日，云南省人民政府批复同意撤销白河乡，设立白河镇。

## 行政区划
白河镇下辖以下地区：
腊哈村、底西村、麻布冲村、放阳村、胜利村、坡头村、桐子村、大水沟村、热水村、团结村、喜乐村和马卫村。